# مک‌آلن

مک آلن (به انگلیسی: McAllen) بیست و دومین شهر پرجمعیت تگزاس و بزرگترین شهرستان هیدالگو Hidalgo County در تگزاس است که در منتهی‌الیه جنوبی تگزاس در دشت (البته نه به معنی جغرافیایی) ریو گرند Rio Grande Valley واقع شده‌است و بخشی از ایالات متحده جنوبی است. این شهر در ریو گرند و در امتداد شهر مکزیکی رینوزا قرار دارد و از جزیره پادر جنوبی و خلیج مکزیک ۱۱۰ کیلومتر فاصله دارد. جمعیت شهر طبق سرشماری ۲۰۱۲ برابر ۱۲۹۸۷۷ نفر است و جمعیت شهری مک آلن-ادینبرگ-میشن برابر ۸۰۴۹۳۴ است و جمعیت شهری مک آلن- رینوزا نزدیک ۱٫۵ میلیون نفر است.
از زمان تأسیس این شهر در ۱۹۰۴، اطراف شهر عمدتاً حالت روستایی و کشاورزی داشته‌است تا اینکه در نیمه دوم قرن بیستم شاهد رشد مداوم بوده و این رشد در دهه ۸۰ میلادی منجر به رونق اقتصادی و جمعیتی در دهه ۹۰ میلادی و بعد از آن شد. امروزه منطقه شهری مک آلن - ادینبرگ - میشن یکی از پر رشدترین منطقه‌های شهری در ایالت متحده است.
دانشگاه تگزاس پن امریکن واقع در شهر ادینبرگ در فاصله ۲۰ کیلومتری این شهر است.